# Earnie Stewart
Earnest "Earnie" Stewart (Veghel, 1969. március 28. – ) amerikai válogatott labdarúgó.

## Pályafutása

### Klubcsapatban
Afroamerikai apától – aki az amerikai légierőnél szolgált – és holland anyától született. Hollandiában nőtt fel és ott is kezdte a labdarúgó pályafutását 1988-ban a VVV-Venlo csapatában. Két évet játszott a holland másodosztályban, majd ezt követően 1990-ben az Eredivisie-ben szereplő Willem II együtteséhez igazolt. 1996 és 2003 között a NAC Breda, 2003 és 2004 között a D.C. United csapatában játszott, melynek tagjaként 2004-ben bajnoki címet szerzett az MLS-ben. Pályafutását 2005-ben fejezte be a VVV-Venlo játékosaként.

### A válogatottban
1990 és 2004 között 101 alkalommal szerepelt az Egyesült Államok válogatottjában és 17 gólt szerzett. 1990-ben egy Portugália elleni mérkőzésen mutatkozott be a nemzeti csapatban. A hazai rendezésű 1994-es világbajnokságon az amerikai válogatott összes mérkőzésén kezdőként lépett pályára. Kolumbia ellen győztes gólt szerzett, aminek köszönhetően 1950 óta először ismét világbajnoki mérkőzést nyertek. Részt vett az 1998-as és a 2002-es világbajnokságon is. Ezen kívül tagja volt az 1995-ös Copa Américán, az 1999-es és 2003-as konföderációs kupán és a 2003-as CONCACAF-aranykupán résztvevő csapatok keretinek is.
2004-ben a Grenada elleni világbajnoki-selejtezőn 100. alkalommal lépett pályára a válogatottban.

## Sikerei
D.C. United
- MLS-győztes (1): 2004

Egyéni
- Az év amerikai labdarúgója (1): 2001

## Külső hivatkozások
- Earnie Stewart – a FIFA adatbázisában
- Earnie Stewart adatlapja a National-Football-Teams.com oldalon (angolul)

- Earnie Stewart adatlapja a worldfootball.net oldalon (angolul)
- Earnie Stewart (angol, francia, spanyol nyelven). FootballDatabase.eu